# Świebodzin (district)
Świebodzin (powiat świebodziński) is een Pools district (powiat) in de Woiwodschap Lubusz. Het district heeft een oppervlakte van 937,45 km² en telt 56.415 inwoners (2014).

## Steden
- Świebodzin (Duits: Schwiebus)
- Zbąszynek (Duits: Neu Bentschen)

Stadsdistricten:
Gorzów Wlkp. · Zielona Góra 

Districten:
Gorzów · Krosno · Międzyrzecz · Nowa Sól · Słubice · Strzelce-Drezdenko · Sulęcin · Świebodzin · Wschowa · Zielona Góra · Żagań · Żary